# 162 km (obwód briański)
162 km (ros. 162 км) – przystanek kolejowy w pobliżu miejscowości Sielco, w rejonie briańskim, w obwodzie briańskim, w Rosji. Położony jest na linii Briańsk – Smoleńsk, przy osiedlu dacz.